# Future Brain
"Future Brain" (em português:  Cérebro do Futuro) é o quarto single do álbum Overpower, lançado pelo cantor de new wave Den Harrow em 1985.  O verdadeiro vocalista da canção é Tom Hooker. A canção foi outro sucesso de Den Harrow na Europa, alcançando a posição #12 na parada musical da Itália, #17 na França e #6 na Suíça. Em 1986, a versão remix da canção foi lançada nos Estados Unidos, e entrou na parada de músicas dance, no qual chegou a posição #50.
Em 1998, a canção foi relançada com o nome de "Future Brain 98", produzida por Gazebo. Em 1999, a canção também foi relançada em uma nova versão, com o nome de "Future Brain 2000". Nenhuma dessas versões entrou em alguma parada musical.

## Faixas
7" Single
| N.º | Título                       | Duração |  |
| 1.  | "Future Brain"               | 3:38    |  |
| 2.  | "Future Brain" (Another Mix) | 4:00    |  |

Suécia 12" Single
| N.º | Título                            | Duração |  |
| 1.  | "Future Brain" (Remix)            | 6:55    |  |
| 2.  | "Future Brain" (Original Version) | 5:35    |  |
| 3.  | "Future Brain" (Edit)             | 3:40    |  |

Itália 12" Single (Remix)
| N.º | Título                 | Duração |  |
| 1.  | "Future Brain"         | 5:34    |  |
| 2.  | "Future Brain" (Remix) | 5:30    |  |

Bélgica 12" Single (Authorized Remix)
| N.º | Título                            | Duração |  |
| 1.  | "Future Brain" (Authorized Remix) | 5:30    |  |
| 2.  | "Future Brain" (Authorized Mix)   | 5:27    |  |

Estados Unidos 12" Single (Remix)
| N.º | Título                     | Duração |  |
| 1.  | "Future Brain" (Remix)     | 6:53    |  |
| 2.  | "Future Brain" (Disco Mix) | 5:34    |  |
| 3.  | "Future Brain" (Radio Mix) | 3:38    |  |

Future Brain 98
| N.º | Título                                      | Duração |  |
| 1.  | "Future Brain 98" (FB Radio Version)        | 3:45    |  |
| 2.  | "Future Brain 98" (FB Extended Version)     | 5:06    |  |
| 3.  | "Future Brain 98" (FB Love To Love Version) | 5:21    |  |
| 4.  | "Brains from the Future"                    | 5:15    |  |

Future Brain 2000 - Países Baixos 12" Single
| N.º | Título                                       | Duração |  |
| 1.  | "Future Brain 2000" (BCM Remix)              | 7:11    |  |
| 2.  | "I Feel You" (The Factory Team Mix)          | 6:08    |  |
| 3.  | "Future Brain 2000" (System Mix)             | 5:00    |  |
| 4.  | "Future Brain 2000" (BCM Remix Instrumental) | 6:08    |  |

Future Brain 2000 - Países Baixos CD Single
| N.º | Título                                       | Duração |  |
| 1.  | "Future Brain 2000 (BCM Remix)" (Radio Edit) | 3:50    |  |
| 2.  | "Future Brain 2000" (BCM Remix)              | 7:11    |  |

Future Brain 2000 - Itália 12" Single
| N.º | Título                              | Duração |  |
| 1.  | "Future Brain 2000" (System Mix)    | 5:00    |  |
| 2.  | "Future Brain 2000" (T-N-R Remix)   | 3:33    |  |
| 3.  | "I Feel You" (The Factory Team Mix) | 6:08    |  |

## Posições nas paradas musicais
| Parada musical (1985/1986)                 | Melhor posição |
| ------------------------------------------ | -------------- |
| Estados Unidos - Hot Dance Music/Club Play | 50             |
| França - SNEP                              | 17             |
| Itália - FIMI                              | 12             |
| Suíça - Schweizer Hitparade                | 6              |